# 有明寺
有明寺（うみょうじ）は、山梨県南巨摩郡身延町に所在する日蓮正宗の寺院。山号は大杉山（おおすぎさん）。

## 起源と歴史
- 1467年（応仁元年） - 大石寺第9世法主日有により建立される。
- 1680年（延宝8年）9月29日 -第17世法主日精により日有御影を造立。
- 1740年（元文5年）3月8日 - 第30世法主日忠により板本尊を造立。
- 1960年（昭和35年）9月29日 - 第66世法主日達により再興される。
- 1981年（昭和56年）6月19日 - 現在の本堂が完成。

## 寺院周辺
- 栃城川
- 常葉トンネル

## 交通アクセス
- 身延線甲斐常葉駅から車で10分